# Agrokor
Agrokor est un conglomérat agro-alimentaire basée à Zagreb en Croatie. Fondé en 1976, il est basé dans un premier temps sur la production de fleurs, avant de se diversifier largement dans un ensemble de domaine lié à l'alimentation, comme la grande distribution, les buralistes, la production d'eau en bouteille, la production d'huile, de glace, de viande ou de vin. Une grande partie de ses activités se trouvent dans l'Europe du Sud-Est. Le groupe emploie près de 40 000 personnes en Croatie, et près de 60 000 personnes dans les Balkans.

## Histoire
Après un an de discussion, en juin 2014, Agrokor acquiert 53 % de Mercator, une entreprise de distribution slovène, présente en Slovénie, en Croatie, en Serbie et au Monténégro. Mercator est également présent dans le secteur financier via la banque NLB et dans celui brassicole via la brasserie Pivovarna Lasko. La participation d'Agrokor dans Mercator est passée à 80,75 % en septembre 2014.
Les dettes du groupe Agrokor s'élèvent à 45 milliards de kunas soit six milliards d'euros, pour un chiffre d'affaires annuel de 6,7 milliards d'euros.
En 2017, Agrokor passe par des difficultés financières à la suite de l'accumulation de ses dettes auprès des banques russes. Le 6 avril 2017, le parlement croate adopte une législation baptisée « loi Agrokor », qui permet au gouvernement d'intervenir pour sauver les grands groupes en difficulté.